# Graptopetalum superbum

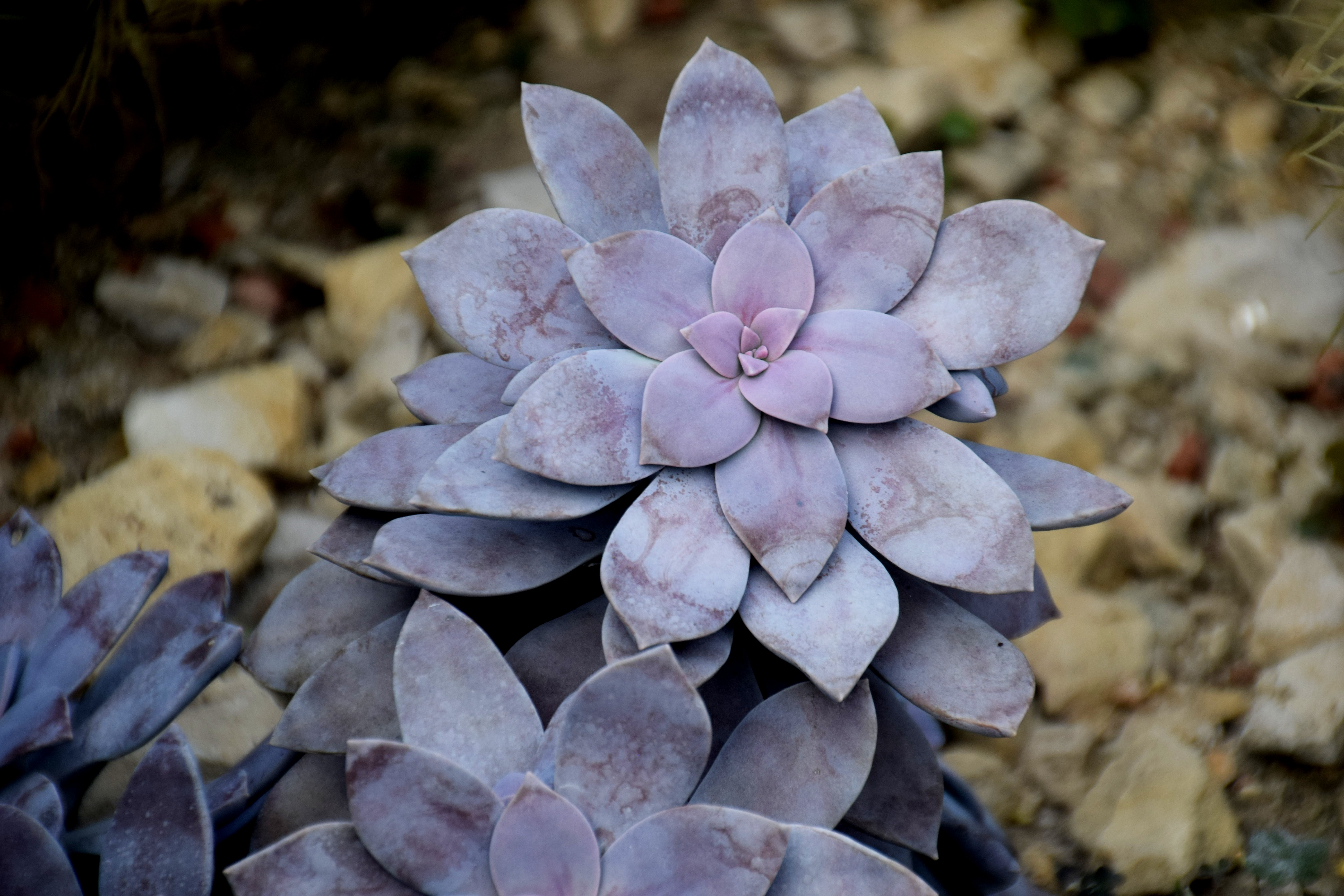
Graptopetalum superbum

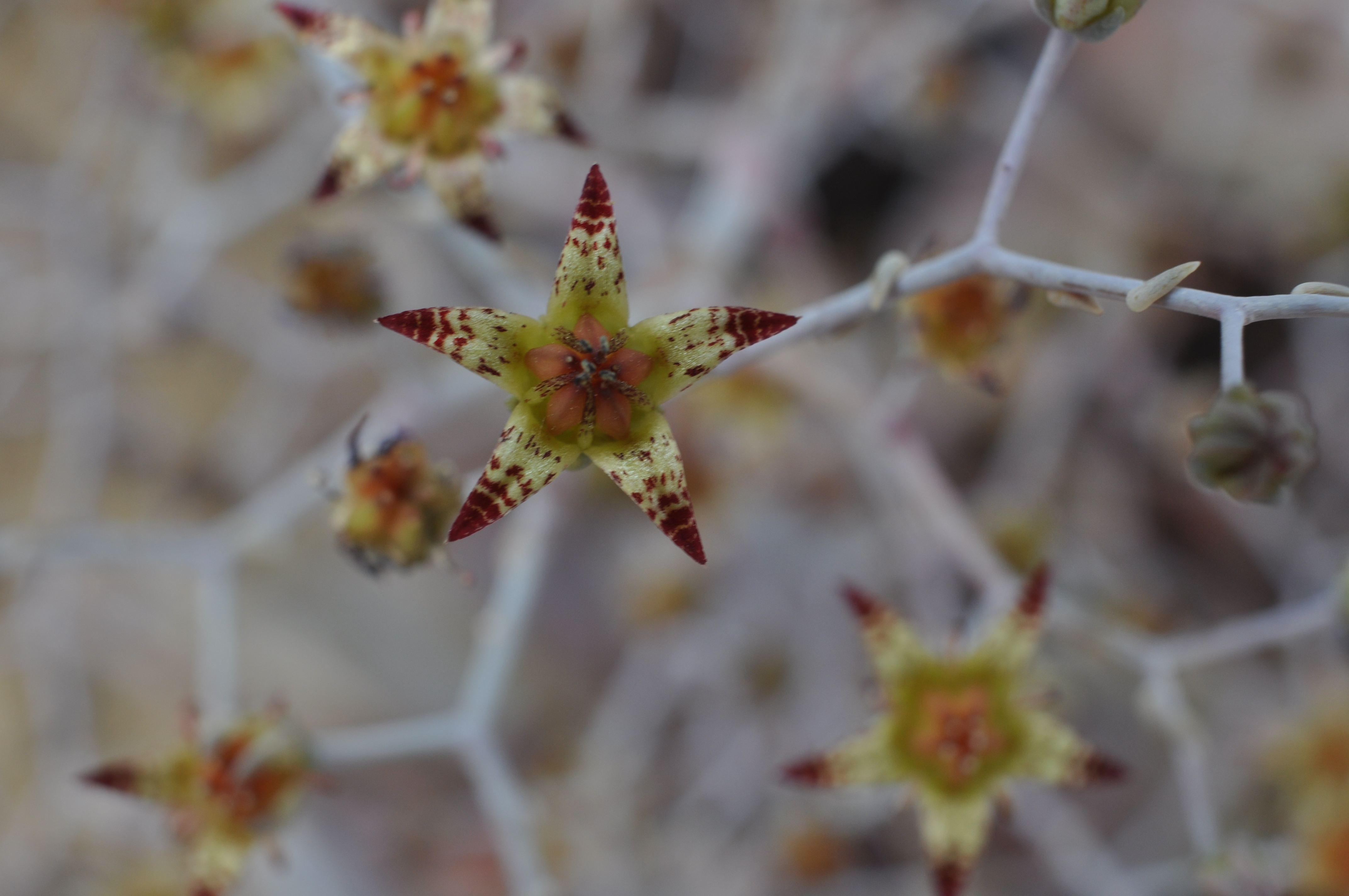
Flor

Graptopetalum superbum és una espècie de planta suculenta del gènere Graptopetalum, de la família de les Crassulaceae.

## Descripció
És un petit arbust suculent perenne, que forma rosetes, ramificant-se bàsicament, fins a 20 cm d'alçada o més, totalment glabra.
Tiges que es ramifiquen majoritàriament des de la base, suberectes a semidecumbents, de 10 a 12 cm de gruix prop de la base, de 5 a 10 mm de gruix prop del vèrtex, marcades de manera destacada amb cicatrius el·líptiques de les fulles caigudes.
Les rosetes de 1 a 2 cm sobre la tija apical, amb 12 a 20 fulles, les més apicals en una roseta densa i gairebé plana, les inferiors separades de 5 a 8 mm a la base.
Les fulles decídues, oblongo-obovades, amb un mucró deltoide, molt glauco-pruïnoses, de color verd ambre sota la cera, de 4 a 6 cm de llargada, de 2 a 2,5 cm d'amplada a la part més ampla, de 1,5 a 2 cm a l'àpex, de 5 a 7 mm de gruix a la part més gruixuda. A 5 mm de l'àpex, la superfície superior gairebé plana, la superfície inferior més o menys fortament convexa.
Les inflorescències amb fins a 3 tiges, erectes o ascendents-horitzontals, ramificades en zigazaga, de 30 a 40 cm de llarg i 20 a 30 cm d'ample, peduncle de 7 a 12 cm de llarg, sense bràctees els 2 a 3 cm basals, aproximadament 10 a la part superior, semblants a les fulles però més petites. Cada tija amb 12 a 15 branques amb 5 a 9 flors cadascuna, pedicels de 10 a 14 mm de llargada.

## Distribució
Planta endèmica de l'estat de Jalisco, Mèxic. Creix a 1200 m d'altitud.

## Taxonomia
Graptopetalum superbum va ser descrita per (M. Kimnach) Acevedo-Rosas i publicada a Novon 13(4): 380. 2003.

### Etimologia
Graptopetalum: nom genèric que deriva de les paraules gregues: γραπτός (graptos) per a "escrits", pintats i πέταλον (petalon) per a "pètals" on es refereix als generalment pètals tacats.
superbum: epítet llatí que significa 'excel·lent'.

### Sinonímia
- Graptopetalum pentandrum subsp. superbum M. Kimnach (basiònim).